# بينيا سبورت
نادي بينيا سبورت لكرة القدم (بالإسبانية: Peña Sport Fútbol Club)‏ نادي كرة قدم إسباني يلعب في دوري الدرجة الثالثة الإسباني. تم تأسيس النادي في عام 1925.

## روابط خارجية
- Peña Sport FC